# Freocrossotus maynei
Freocrossotus maynei is een keversoort uit de familie boktorren (Cerambycidae). De wetenschappelijke naam van de soort is voor het eerst geldig gepubliceerd in 1956 door Lepesme & Breuning.